# Aire urbaine de Sarlat-la-Canéda
L'aire urbaine de Sarlat-la-Canéda est une aire urbaine française du département de la Dordogne, en région Nouvelle-Aquitaine, centrée sur la ville de Sarlat-la-Canéda.
En 2020, l'Insee définit un nouveau zonage d'étude : les aires d'attraction des villes. L'aire d'attraction de Sarlat-la-Canéda remplace désormais son aire urbaine, avec un périmètre différent.

## Caractéristiques
D'après la définition qu'en donnait l'Insee en 1999, l'aire urbaine de Sarlat-la-Canéda était composée de quinze communes, situées dans le département de la Dordogne. Ses 17 347 habitants faisaient d'elle la 284e aire urbaine de France en 1999. Seule la commune de Sarlat-la-Canéda faisait partie du pôle urbain.
Dans son zonage actualisé en 2010, l'Insee dénombre deux communes de plus (Beynac-et-Cazenac et La Roque-Gageac) dans le périmètre de l'aire urbaine, soit 19 220 habitants en 2017. Sarlat-la-Canéda reste toujours la seule commune du pôle urbain.
Le tableau suivant détaille la répartition de l'aire urbaine sur le département de la Dordogne (les pourcentages s'entendent en proportion du département) :
| Département | Communes | Communes (%) | Superficie (km²) | Superficie (%) | Population (2017) | Population (%) |
| ----------- | -------- | ------------ | ---------------- | -------------- | ----------------- | -------------- |
| Dordogne    | 17       | 3,27         | 277,79           | 3,07           | 19 220            | 4,65           |

## Communes
La liste ci-dessous, établie par ordre alphabétique, indique les communes appartenant à l'aire urbaine de Sarlat-la-Canéda. L'unité urbaine de Sarlat-la-Canéda, limitée à la seule commune de Sarlat-la-Canéda correspond au pôle urbain, offrant au moins 5 000 emplois ; les autres communes sont monopolarisées, à l'extérieur de ce pôle urbain.
| Nom                     | Code Insee | Statut | Superficie (km2) | Population (dernière pop. légale) | Densité (hab./km2) |
| ----------------------- | ---------- | ------ | ---------------- | --------------------------------- | ------------------ |
| Beynac-et-Cazenac       | 24040      |        | 12,74            | 447 (2022)                        | 35                 |
| Calviac-en-Périgord     | 24074      |        | 14,52            | 541 (2022)                        | 37                 |
| Carsac-Aillac           | 24082      |        | 17,31            | 1 549 (2022)                      | 89                 |
| Groléjac                | 24207      |        | 12,28            | 675 (2022)                        | 55                 |
| Marcillac-Saint-Quentin | 24252      |        | 16,46            | 839 (2022)                        | 51                 |
| Marquay                 | 24255      |        | 24,27            | 587 (2022)                        | 24                 |
| Prats-de-Carlux         | 24336      |        | 13               | 487 (2022)                        | 37                 |
| Proissans               | 24341      |        | 17,56            | 1 086 (2022)                      | 62                 |
| La Roque-Gageac         | 24355      |        | 7,17             | 439 (2022)                        | 61                 |
| Saint-André-d'Allas     | 24366      |        | 28,77            | 885 (2022)                        | 31                 |
| Sainte-Nathalène        | 24471      |        | 13,57            | 648 (2022)                        | 48                 |
| Saint-Vincent-le-Paluel | 24512      |        | 6,86             | 293 (2022)                        | 43                 |
| Sarlat-la-Canéda        | 24520      |        | 47,13            | 8 786 (2022)                      | 186                |
| Simeyrols               | 24535      |        | 9,26             | 256 (2022)                        | 28                 |
| Veyrignac               | 24574      |        | 9,54             | 325 (2022)                        | 34                 |
| Vézac                   | 24577      |        | 12,97            | 512 (2022)                        | 39                 |
| Vitrac                  | 24587      |        | 14,38            | 857 (2022)                        | 60                 |

## Évolution démographique
L'évolution démographique ci-dessous concerne l'aire urbaine selon le périmètre défini en 2010.
| 1968   | 1975   | 1982   | 1990   | 1999   | 2007   | 2012   | 2017   |
| ------ | ------ | ------ | ------ | ------ | ------ | ------ | ------ |
| 15 016 | 16 085 | 16 835 | 18 047 | 18 302 | 19 045 | 19 651 | 19 220 |